# Scientific Detective Monthly
«Scientific Detective Monthly» — литературный журнал, основанный Хьюго Гернсбеком в 1929 году. Журнал публиковал детективные рассказы, в которых для раскрытия преступления использовались научные методы. Многие упоминавшиеся в рассказах «научные» обстоятельства совершения преступлений и способов расследования были вымышленными, что привносило в детективную канву элемент научной фантастики.
Первый (пробный) номер журнала был выпущен в ноябре 1929 года компанией Gernsback Publications. С января 1930 года журнал начал выходить ежемесячно под эгидой Techni-Craft Publishing, которая была подразделением Stellar Publishing Corporation. Редактор журнала — Хьюго Гернсбек; ассистент редактора — Гектор Грей.
Начиная с июньского номера 1930 года журнал поменял название на «Amazing Detective Tales».
Начиная с июльского номера 1930 года ассистентом редактора становится Дэвид Лассер.
В конце 1930 года журнал продан компании Fiction Publishers, которая начиная с февральского номера 1931 года поменяла название на «Amazing Detective Stories».
Последний номер журнала вышел в августе 1931 года. Всего было выпущено 11 номеров.
Среди авторов журнала были Артур Б. Рив, Кларк Эштон Смит, Отис Эделберт Клайн, Найл Р. Джонс, Эд Эрл Рипп, Дэвид Г. Келлер, Ральф Милн Фарли.